# Campeonato Europeu de Atletismo em Pista Coberta de 2021 - Salto em distância feminino
A prova do salto em distância feminino do Campeonato Europeu de Atletismo em Pista Coberta de 2021 foi disputada entre os dias 5 e 6 de março de 2021 na Arena Toruń, em Toruń, na Polónia.

## Recordes
Antes desta competição, os recordes mundiais e do campeonato nesta prova eram os seguintes:
|                       | Nome            | Nacionalidade     | Distância | Local     | Data                    |
| --------------------- | --------------- | ----------------- | --------- | --------- | ----------------------- |
| Recorde mundial       | Heike Drechsler | Alemanha Oriental | 7m 37cm   | Viena     | 13 de fevereiro de 1988 |
| Recorde do campeonato | Heike Drechsler | Alemanha Oriental | 7m 30cm   | Budapeste | 5 de março de 1988      |
| Recorde europeu       | Heike Drechsler | Alemanha Oriental | 7m 37cm   | Viena     | 13 de fevereiro de 1988 |

## Medalhistas
| Ouro                        | Prata                 | Bronze              |
| Maryna Bekh-Romanchuk (UKR) | Malaika Mihambo (GER) | Khaddi Sagnia (SWE) |

## Cronograma
Todos os horários são locais (UTC+1).
| Data       | Hora  | Evento       |
| ---------- | ----- | ------------ |
| 5 de março | 12:18 | Qualificação |
| 6 de março | 19:40 | Final        |

## Resultados

### Qualificação
Qualificação: 6,70 m (Q) ou os 8 melhores qualificados (q).
| Posição | Atleta                      | Nacionalidade | #1   | #2   | #3   | Resultados | Notas                |
| ------- | --------------------------- | ------------- | ---- | ---- | ---- | ---------- | -------------------- |
| 1       | Khaddi Sagnia               | Suécia        | x    | 6.58 | 6.78 | 6.78       | Q                    |
| 2       | Larissa Iapichino           | Itália        | 6.35 | 6.42 | 6.70 | 6.70       | Q                    |
| 3       | Maryna Bekh-Romanchuk       | Ucrânia       | 6.60 | 6.66 | –    | 6.66       | q                    |
| 4       | Fátima Diame                | Espanha       | x    | 6.62 | x    | 6.62       | q,                   |
| 5       | Malaika Mihambo             | Alemanha      | 6.41 | 6.47 | 6.58 | 6.58       | q                    |
| 6       | Laura Strati                | Itália        | 6.58 | 6.44 | 6.44 | 6.58       | q                    |
| 7       | Florentina Iusco            | Roménia       | x    | 6.57 | x    | 6.57       | q,                   |
| 8       | Nastassia Mironchyk-Ivanova | Bielorrússia  | 6.49 | 6.52 | 6.55 | 6.55       | q                    |
| 9       | Jogailė Petrokaitė          | Lituânia      | 6.50 | 6.36 | 6.53 | 6.53       | Recorde pessoal      |
| 10      | Alina Rotaru-Kottmann       | Roménia       | x    | 6.38 | 6.53 | 6.53       | Recorde da temporada |
| 11      | Merle Homeier               | Alemanha      | 4.62 | 6.50 | 6.41 | 6.50       |                      |
| 12      | Maryse Luzolo               | Alemanha      | 6.44 | 6.47 | 6.48 | 6.48       |                      |
| 13      | Jazmin Sawyers              | Reino Unido   | 6.27 | 6.46 | 6.48 | 6.48       |                      |
| 14      | Filippa Fotopoulou          | Chipre        | 6.41 | 6.39 | 6.46 | 6.46       |                      |
| 15      | Abigail Irozuru             | Reino Unido   | x    | 6.44 | 6.39 | 6.44       | Recorde da temporada |
| 16      | Diana Lesti                 | Hungria       | x    | 6.18 | 6.17 | 6.18       |                      |
| 17      | Claire Azzopardi            | Malta         | x    | 5.44 | 5.51 | 5.51       | Recorde pessoal      |

### Final
A final aconteceu às 19:40 no dia 6 de março de 2021.
| Posição           | Atleta                      | Nacionalidade | #1   | #2   | #3   | #4   | #5   | #6   | Resultados | Notas                |
| ----------------- | --------------------------- | ------------- | ---- | ---- | ---- | ---- | ---- | ---- | ---------- | -------------------- |
| Medalha de ouro   | Maryna Bekh-Romanchuk       | Ucrânia       | x    | x    | 6.80 | 6.62 | 6.86 | 6.92 | 6.92       | Melhor marca do ano  |
| Medalha de prata  | Malaika Mihambo             | Alemanha      | 6.60 | 6.56 | 6.88 | 6.56 | 6.69 | 6.78 | 6.88       | Recorde da temporada |
| Medalha de bronze | Khaddi Sagnia               | Suécia        | 6.48 | x    | 6.75 | x    | 6.62 | x    | 6.75       |                      |
| 4                 | Nastassia Mironchyk-Ivanova | Bielorrússia  | 6.44 | x    | 6.72 | 6.71 | x    | 6.72 | 6.72       |                      |
| 5                 | Larissa Iapichino           | Itália        | 6.59 | 6.56 | x    | 6.48 | 6.34 | 6.56 | 6.59       |                      |
| 6                 | Laura Strati                | Itália        | x    | 6.41 | x    | 6.57 | 6.38 | 6.48 | 6.57       |                      |
| 7                 | Fátima Diame                | Espanha       | 6.35 | x    | x    | 6.47 | x    | 6.35 | 6.47       |                      |
| 8                 | Florentina Iusco            | Roménia       | x    | x    | 6.33 | 6.33 | 6.36 | 6.38 | 6.38       |                      |

Legenda
| Recorde mundial       | Recorde mundial (World record)               |                       | Recorde africano                      | Recorde africano (African) |                                           | Q | Classificado por posição (Qualified) |
| Recorde do campeonato | Recorde do campeonato (Championship record)  | Recorde da América    | Recorde da América (Americas)         | q                          | Classificado por melhor tempo (Qualified) |   |                                      |
| Melhor marca do ano   | Melhor marca do ano (World leading)          | Recorde asiático      | Recorde asiático (Asian)              | DNS                        | Não largou (Did not start)                |   |                                      |
| Recorde nacional      | Recorde nacional (National record)           | Recorde europeu       | Recorde europeu (European)            | DNF                        | Não terminou (Did not finish)             |   |                                      |
| Recorde pessoal       | Recorde pessoal do atleta (Personal best)    | Recorde da Oceania    | Recorde da Oceania (Oceania)          | DSQ / DQ                   | Desclassificado (Disqualified)            |   |                                      |
| Recorde da temporada  | Recorde da temporada do atleta (Season best) | Recorde sul-americano | Recorde sul-americano (South America) | NM                         | Sem marca (No mark)                       |   |                                      |